# 保罗·罗 (冰球运动员)
保罗·罗（英語：Paul Rowe，1914年5月5日—1993年8月28日），美国前男子冰球运动员，场上位置是前锋。他曾代表美国国家队参加1936年冬季奥林匹克运动会冰球比赛，获得一枚铜牌。